# Аграновская, Людмила Семёновна
Людмила Семёновна Аграновская (урождённая Смолинова; 29 февраля 1932, Сахалин — 18 декабря 2022, Камчатка) — советская и российская альпинистка и тренер. Первая в СССР женщина, получившая звание «Снежный барс». Почётный мастер спорта СССР, Заслуженный тренер РСФСР, почётный гражданин города Петропавловск-Камчатский (2006).

## Биография
Родилась 29 февраля 1932 года на острове Сахалин, когда её отец пребывал на острове в составе экспедиции по поискам нефти, будучи инженером. В 1934—1954 гг. жила и училась в Москве, там же начала заниматься акробатикой, гимнастикой, танцами, затем — парусным спортом и горными лыжами. С 14 лет работала на авиационном заводе.
В 1948 году приняла участия в соревнованиях «Крыльев Советов» в городе Куйбышев по горным лыжам, где заняла третье место. После этого попала в сборную профсоюзов и участвовала в первенстве СССР по горным лыжам в Алма-Ате.
В 1954—1968 гг. работала дворником в Ленинграде. В 1955 г. начала заниматься альпинизмом на Кавказе, тогда же на сборах альпинистов познакомилась с Германом Аграновским, который в то время служил на флоте и впоследствии также стал известным спортсменом. 1 июня 1956 года они поженились, через год родилась их дочь Оля.
В 1961 году окончила Школу инструкторов альпинизма.
В 1968 году перебралась на Камчатку, где принимала участие в организации специализированной ДЮСШ олимпийского резерва и строительстве горнолыжного комплекса «Эдельвейс» в Петропавловске-Камчатском.
Совершила семь восхождений на горные вершины выше 7000 м, из них пять — в качестве руководителя. Первой из женщин поднялась на высшую точку Советского Союза — пик Коммунизма (1970), а также первой из женщин страны была награждена знаком «За восхождения на высшие вершины Союза» («Снежный барс», знак № 16). Также совершила восхождения на пик Ленина (1960, 1971), пик Карла Маркса (1964); пик Коммунизма по Южному гребню с ледника Бивачный (1968), пик Победы с ледника Звёздочка по Северному ребру (1970), пик Евгении Корженевской по Южному ребру и пик Коммунизма по ребру «Буревестника» (1972); пик Хан-Тенгри по юго-западному склону (1973).
Является автором множества специальных статей по альпинистской тематике и соавтором разработки по горнолыжной подготовке детей.
Была награждена знаком «Почётный мастер спорта СССР» и Большой золотой медалью Спорткомитета СССР «За выдающиеся спортивные достижения». Также имеет почётное звание «Заслуженный деятель физической культуры СССР» (1986).
В 2006 году ей было присвоено звание Почётного гражданина города Петропавловск-Камчатский.
Вместе с мужем более 40 лет занималась тренерской деятельностью. Среди их воспитанников ― Варвара Зеленская, заслуженный мастер спорта по горным лыжам, неоднократная победительница этапов Кубка мира; Наталья Буга и Ксения Шляхтина ― Мастера спорта международного класса. За их подготовку чете Аграновских было присвоено звание «Заслуженный тренер России».
Скончалась 18 декабря 2022 года на 91-м году жизни. Прах был развеян на вершине Эвереста альпинистом Виталием Лазо.

### Семья
Муж ― Герман Аграновский (1931—1984), альпинист и тренер. Дочь ― Ольга, внуки Герман и Семён — также посвятили свою жизнь спорту.